# Cromwell (stad)
Cromwell is een plaats in de regio Otago op het Zuidereiland van Nieuw-Zeeland. Cromwell lag oorspronkelijk op de samenkomst van de Clutha River en Kawarau River, maar met de aanleg van de Clyde Dam in 1990 kwam het stadje onder water staan. Ongeveer één derde werd op hoger gelegen gebied herbouwd.
In 1862 werd goud ontdekt in de rivierbeddingen, met als gevolg dat duizenden goudzoekers naar het plaatsje kwamen. Later kwam de productie van steenvrucht in het gebied op gang.

Panorama van afgravingen vlak bij Cromwell.